# Kanadský pohár 1987
Kanadský pohár 1987 byla mezinárodní soutěž v ledním hokeji hraná od 28. srpna do 15. září 1987 v různých městech Severní Ameriky (Calgary, Hamilton, Regina, Halifax, Montréal, Sydney). Šlo o čtvrtý ročník Kanadského poháru.

## Základní část
| 28. 8. 1987 | ČSSR | 4 – 4           | Kanada |  |
| Calgary     | ČSSR | (2:2, 1:1, 1:1) | Kanada |  |

| Souhrn zápasu | Souhrn zápasu                                       | Souhrn zápasu | Souhrn zápasu                                             | Souhrn zápasu |
| ------------- | --------------------------------------------------- | ------------- | --------------------------------------------------------- | ------------- |
|               | Dušan Pašek, Miloslav Hořava, Petr Vlk, David Volek |               | Rick Tocchet, Dale Hawerchuk, Claude Lemieux, Paul Coffey |               |

| 28. 8. 1987 | USA | 4 – 1           | Finsko |  |
| Hartford    | USA | (0:0, 1:0, 3:1) | Finsko |  |

| Souhrn zápasu | Souhrn zápasu                                | Souhrn zápasu | Souhrn zápasu | Souhrn zápasu |
| ------------- | -------------------------------------------- | ------------- | ------------- | ------------- |
|               | Pat LaFontaine 2x, Wayne Presley, Joe Mullen |               | Timo Jutila   |               |

| 29. 8. 1987 | Švédsko | 5 – 3           | Sovětský svaz |  |
| Calgary     | Švédsko | (3:1, 1:2, 1:0) | Sovětský svaz |  |

| Souhrn zápasu | Souhrn zápasu                                                                        | Souhrn zápasu | Souhrn zápasu                                       | Souhrn zápasu |
| ------------- | ------------------------------------------------------------------------------------ | ------------- | --------------------------------------------------- | ------------- |
|               | Bengt-Åke Gustafsson, Tommy Albelin, Anders Carlsson, Lars Karlsson, Peter Sundström |               | Valerij Kamenskij, Vladimir Krutov, Andrej Chomutov |               |

| 29. 8. 1987 | Kanada | 4 – 1           | Finsko |  |
| Hamilton    | Kanada | (2:0, 2:1, 0:0) | Finsko |  |

| Souhrn zápasu | Souhrn zápasu                                            | Souhrn zápasu | Souhrn zápasu    | Souhrn zápasu |
| ------------- | -------------------------------------------------------- | ------------- | ---------------- | ------------- |
|               | Dale Hawerchuk, Rick Tocchet, Kevin Dineen, Mark Messier |               | Christian Ruuttu |               |

| 31. 8. 1987 | Sovětský svaz | 4 – 0           | ČSSR |  |
| Regina      | Sovětský svaz | (2:0, 1:0, 1:0) | ČSSR |  |

| Souhrn zápasu | Souhrn zápasu                                                    | Souhrn zápasu | Souhrn zápasu | Souhrn zápasu |
| ------------- | ---------------------------------------------------------------- | ------------- | ------------- | ------------- |
|               | Vladimir Krutov, Alexandr Semak, Igor Stělnov, Anatolij Semjonov |               |               |               |

| 31. 8. 1987 | USA | 5 – 2           | Švédsko |  |
| Hamilton    | USA | (1:0, 3:1, 1:1) | Švédsko |  |

| Souhrn zápasu | Souhrn zápasu                                                    | Souhrn zápasu | Souhrn zápasu                      | Souhrn zápasu |
| ------------- | ---------------------------------------------------------------- | ------------- | ---------------------------------- | ------------- |
|               | Bobby Carpenter, Ed Olczyk, Corey Millen, Bob Brooke, Joe Mullen |               | Bengt-Åke Gustafsson, Mats Näslund |               |

| 2. 9. 1987 | Švédsko | 4 – 0           | ČSSR |  |
| Regina     | Švédsko | (1:0, 1:0, 2:0) | ČSSR |  |

| Souhrn zápasu | Souhrn zápasu                                                          | Souhrn zápasu | Souhrn zápasu | Souhrn zápasu |
| ------------- | ---------------------------------------------------------------------- | ------------- | ------------- | ------------- |
|               | Jonas Bergqvist, Anders Eldebrink, Lars-Gunnar Pettersson, Thom Eklund |               |               |               |

| 2. 9. 1987 | Kanada | 3 – 2           | USA |  |
| Hamilton   | Kanada | (0:1, 2:0, 1:1) | USA |  |

| Souhrn zápasu | Souhrn zápasu    | Souhrn zápasu | Souhrn zápasu              | Souhrn zápasu |
| ------------- | ---------------- | ------------- | -------------------------- | ------------- |
|               | Mario Lemieux 3x |               | Pat LaFontaine, Joe Mullen |               |

| 2. 9. 1987 | Sovětský svaz | 7 – 4           | Finsko |  |
| Halifax    | Sovětský svaz | (3:3, 3:0, 1:0) | Finsko |  |

| Souhrn zápasu | Souhrn zápasu                                              | Souhrn zápasu | Souhrn zápasu                                             | Souhrn zápasu |
| ------------- | ---------------------------------------------------------- | ------------- | --------------------------------------------------------- | ------------- |
|               | Sergej Makarov 3x, Valerij Kamenskij 2x, Andrej Lomakin 2x |               | Teppo Numminen, Raimo Summanen, Jukka Seppo, Mikko Mäkelä |               |

| 4. 9. 1987 | Kanada | 5 – 3           | Švédsko |  |
| Montréal   | Kanada | (2:2, 1:0, 2:1) | Švédsko |  |

| Souhrn zápasu | Souhrn zápasu                                                | Souhrn zápasu | Souhrn zápasu                                                  | Souhrn zápasu |
| ------------- | ------------------------------------------------------------ | ------------- | -------------------------------------------------------------- | ------------- |
|               | Mario Lemieux 2x, Wayne Gretzky, Mike Gartner, Michel Goulet |               | Bengt-Åke Gustafsson, Lars-Gunnar Pettersson, Mikael Andersson |               |

| 4. 9. 1987 | Sovětský svaz | 5 – 1           | USA |  |
| Hartford   | Sovětský svaz | (2:0, 1:1, 2:0) | USA |  |

| Souhrn zápasu | Souhrn zápasu                                                                         | Souhrn zápasu | Souhrn zápasu | Souhrn zápasu |
| ------------- | ------------------------------------------------------------------------------------- | ------------- | ------------- | ------------- |
|               | Valerij Kamenskij, Sergej Makarov, Sergej Světlov, Vladimir Krutov, Anatolij Semjonov |               | Joe Mullen    |               |

| 4. 9. 1987 | ČSSR | 5 – 2           | Finsko |  |
| Sydney     | ČSSR | (2:0, 2:0, 1:2) | Finsko |  |

| Souhrn zápasu | Souhrn zápasu                                                       | Souhrn zápasu | Souhrn zápasu            | Souhrn zápasu |
| ------------- | ------------------------------------------------------------------- | ------------- | ------------------------ | ------------- |
|               | Dušan Pašek, Jiří Šejba, Jaroslav Benák, Vladimír Růžička, Petr Vlk |               | Matti Hagman, Jari Kurri |               |

| 6. 9. 1987 | Kanada | 3 – 3           | Sovětský svaz |  |
| Hamilton   | Kanada | (1:0, 1:3, 1:0) | Sovětský svaz |  |

| Souhrn zápasu | Souhrn zápasu                              | Souhrn zápasu | Souhrn zápasu                      | Souhrn zápasu |
| ------------- | ------------------------------------------ | ------------- | ---------------------------------- | ------------- |
|               | Glenn Anderson, Ray Bourque, Wayne Gretzky |               | Sergej Světlov 2x, Vladimir Krutov |               |

| 6. 9. 1987 | ČSSR | 3 – 1           | USA |  |
| Sydney     | ČSSR | (1:0, 1:1, 1:0) | USA |  |

| Souhrn zápasu | Souhrn zápasu                              | Souhrn zápasu | Souhrn zápasu | Souhrn zápasu |
| ------------- | ------------------------------------------ | ------------- | ------------- | ------------- |
|               | Vladimír Růžička, Dušan Pašek, Jiří Hrdina |               | Chris Nilan   |               |

| 6. 9. 1987 | Švédsko | 3 – 1           | Finsko |  |
| Sydney     | Švédsko | (1:0, 1:0, 1:1) | Finsko |  |

| Souhrn zápasu | Souhrn zápasu                              | Souhrn zápasu | Souhrn zápasu    | Souhrn zápasu |
| ------------- | ------------------------------------------ | ------------- | ---------------- | ------------- |
|               | Tomas Jonsson, Tommy Albelin, Magnus Roupé |               | Christian Ruuttu |               |

## Tabulka základní části
| Pořadí | Stát    | Počet zápasů | Výhry | Remízy | Prohry | Skore   | Body |
| ------ | ------- | ------------ | ----- | ------ | ------ | ------- | ---- |
| 1      | Kanada  | 5            | 3     | 2      | 0      | 19 : 13 | 8    |
| 2      | SSSR    | 5            | 3     | 1      | 1      | 22 : 13 | 7    |
| 3      | Švédsko | 5            | 3     | 0      | 2      | 17 : 14 | 6    |
| 4      | ČSSR    | 5            | 2     | 1      | 2      | 12 : 15 | 5    |
| 5      | USA     | 5            | 2     | 0      | 3      | 13 : 14 | 4    |
| 6      | Finsko  | 5            | 0     | 0      | 5      | 9 : 23  | 0    |

## Semifinále
| 8. 9. 1987 | Sovětský svaz | 4 – 2           | Švédsko |  |
| Hamilton   | Sovětský svaz | (1:0, 2:1, 1:1) | Švédsko |  |

| Souhrn zápasu | Souhrn zápasu                                                   | Souhrn zápasu | Souhrn zápasu                    | Souhrn zápasu |
| ------------- | --------------------------------------------------------------- | ------------- | -------------------------------- | ------------- |
|               | Vladimir Krutov, Vjačeslav Bykov, Igor Larionov, Sergej Makarov |               | Jonas Bergqvist, Peter Andersson |               |

| 9. 9. 1987 | Kanada | 5 – 3           | ČSSR |  |
| Montréal   | Kanada | (0:2, 3:0, 2:1) | ČSSR |  |

| Souhrn zápasu | Souhrn zápasu                                                | Souhrn zápasu | Souhrn zápasu                            | Souhrn zápasu |
| ------------- | ------------------------------------------------------------ | ------------- | ---------------------------------------- | ------------- |
|               | Mario Lemieux 2x, Dale Hawerchuk, Michel Goulet, Brian Propp |               | Dušan Pašek, Jaroslav Benák, David Volek |               |

## Finále
| 11. 9. 1987 | Kanada | 5 – 6 po prodloužení  | Sovětský svaz |  |
| Montréal    | Kanada | (1:3, 1:1, 3:1 – 0:1) | Sovětský svaz |  |

| Souhrn zápasu | Souhrn zápasu                                                                             | Souhrn zápasu | Souhrn zápasu | Souhrn zápasu |
| ------------- | ----------------------------------------------------------------------------------------- | ------------- | --- | ------------- |
|               | 2. Mike Gartner, 40. Ray Bourque, 42. Doug Gilmour, 55. Glenn Anderson, 58. Wayne Gretzky |               | 10. Alexej Kasatonov, 14. Vladimir Krutov, 18. Sergej Makarov, 23. Valerij Kamenskij, 58. Andrej Chomutov, 66. Alexandr Semak |               |

| 13. 9. 1987 | Kanada | 6 – 5 po prodloužení  | Sovětský svaz |  |
| Hamilton    | Kanada | (3:1, 1:2, 1:2 – 1:0) | Sovětský svaz |  |

| Souhrn zápasu | Souhrn zápasu                                                                        | Souhrn zápasu | Souhrn zápasu                                                                                              | Souhrn zápasu |
| ------------- | ------------------------------------------------------------------------------------ | ------------- | --- | ------------- |
|               | 1. Normand Rochefort, 4. Doug Gilmour, 13. Paul Coffey, 37., 51., 91., Mario Lemieux |               | 2. Andrej Chomutov, 33. Vjačeslav Fetisov, 35. Vladimir Krutov, 45. Vjačeslav Bykov, 59. Valerij Kamenskij |               |

| 15. 9. 1987 | Kanada | 6 – 5           | Sovětský svaz |  |
| Hamilton    | Kanada | (2:4, 3:0, 1:1) | Sovětský svaz |  |

| Souhrn zápasu Zpráva (anglicky) | Souhrn zápasu Zpráva (anglicky)                                                                              | Souhrn zápasu Zpráva (anglicky) | Souhrn zápasu Zpráva (anglicky)                                                                     | Souhrn zápasu Zpráva (anglicky) |
| ------------------------------- | --- | ------------------------------- | --------------------------------------------------------------------------------------------------- | ------------------------------- |
|                                 | 10. Rick Tocchet, 16. Brian Propp, 30. Larry Murphy, 32. Brent Sutter, 36. Dale Hawerchuk, 59. Mario Lemieux |                                 | 1. Sergej Makarov, 8. Alexej Gusarov, 8. Vjačeslav Fetisov, 20. Andrej Chomutov, 53. Alexandr Semak |                                 |

## Soupisky účastníků
- Kanada  [1]

Brankáři: Ron Hextall, Kelly Hrudey, Grant Fuhr

Glenn Anderson, Dale Hawerchuk, Mark Messier, Mike Gartner, Kevin Dineen, Michel Goulet, Brent Sutter, Rick Tocchet, Brian Propp, Doug Gilmour, Claude Lemieux, Mario Lemieux, Wayne Gretzky, Doug Crossman, Craig Hartsburg, Normand Rochefort, James Patrick, Ray Bourque, Larry Murphy, Paul Coffey

Trenéři: Mike Keenan, John Muckler, Jean Perron, Tom Watt
- Sovětský svaz  [2]

Brankáři: Vitālijs Samoilovs, Sergej Mylnikov, Jevgenij Bělošejkin

Vjačeslav Fetisov, Alexej Gusarov, Igor Stělnov, Vasilij Pěrvuchin, Michail Tatarinov, Alexej Kasatonov, Sergej Starikov, Anatolij Fedotov, Igor Kravčuk, Andrei Chistiakov, Jurij Chmyljov, Vladimir Krutov, Andrej Lomakin, Igor Larionov, Valerij Kamenskij, Andrej Chomutov, Sergej Světlov, Alexandr Semak, Sergej Karin, Sergej Němčinov, Sergej Makarov, Vjačeslav Bykov, Gerhan Volgin, Anatolij Semjonov, Mikhail Kravets, Sergej Prjachin

Trenéři: Viktor Tichonov, Igor Dmitrijev
- Finsko [3]

Brankáři: Jarmo Myllys, Kari Takko, Jukka Tammi

Timo Blomqvist, Jari Grönstrand, Matti Hagman, Raimo Helminen, Iiro Järvi, Timo Jutila, Jari Kurri, Markku Kyllonen, Mikko Mäkelä, Jouko Narvanmaa, Teppo Numminen, Janne Ojanen, Reijo Ruotsalainen, Christian Ruuttu, Jukka Seppo, Ville Siren, Petri Skriko, Raimo Summanen, Esa Tikkanen, Hannu Virta

Trenéři: Rauno Korpi, Juhani Tamminen
- Švédsko [4]

Brankáři: Anders Bergman, Åke Lilljebjörn, Peter Lindmark

Tommy Albelin, Mikael Andersson, Peter Andersson, Jonas Bergkvist, Anders Carlsson, Thom Eklund, Anders Eldebrink, Peter Eriksson, Bengt-Åke Gustafsson, Tomas Jonsson, Lars Karlsson, Mats Näslund, Kent Nilsson, Lars-Gunnar Pettersson, Magnus Roupé, Thomas Rundqvist, Tommy Samuelsson, Håkan Södergren, Peter Sundström, Mikael Thelvén

Trenéři: Tommy Sandlin, Curt Lindström, Ingvar Carlsten
- USA [5]

Brankáři: Tom Barrasso, Bob Mason, John Vanbiesbrouck

Joe Mullen, Curt Fraser, Corey Millen, Aaron Broten, Kelly Miller, Mark Johnson, Bob Brooke, Wayne Presley, Pat LaFontaine, Bobby Carpenter, Ed Olczyk, Joel Otto, Chris Nilan, Dave Ellett, Mike Ramsey, Kevin Hatcher, Rod Langway, Phil Housley, Gary Suter, Chris Chelios

Trenéři: Bob Johnson, Ted Sator, Doug Wood
- ČSSR [6]

Brankáři: Petr Bříza • Dominik Hašek • Jaromír Šindel

Antonín Stavjaňa • Jaroslav Benák • Miloslav Hořava • Drahomír Kadlec • Luděk Čajka • Bedřich Ščerban • Mojmír Božík • Jiří Hrdina • Jiří Doležal • Dušan Pašek • Petr Rosol • Igor Liba • Ladislav Lubina • Vladimír Růžička • David Volek • Jiří Šejba • Rostislav Vlach • Petr Vlk • Jiří Kučera • Ján Jaško

Trenéři: Ján Starší • František Pospíšil

## Kanadské bodování
| Pořadí | Hráč              | Z | G  | A  | B  | TM |
| ------ | ----------------- | - | -- | -- | -- | -- |
| 1      | Wayne Gretzky     | 9 | 3  | 18 | 21 | 2  |
| 2      | Mario Lemieux     | 9 | 11 | 7  | 18 | 8  |
| 3      | Sergej Makarov    | 9 | 7  | 8  | 15 | 8  |
| 4      | Vladimir Krutov   | 9 | 7  | 7  | 14 | 4  |
| 5      | Vjačeslav Bykov   | 9 | 2  | 7  | 9  | 4  |
| 6      | Ray Bourque       | 9 | 2  | 6  | 8  | 10 |
| 7      | Valerij Kamenskij | 9 | 6  | 1  | 7  | 6  |
| 8      | Andrej Chomutov   | 9 | 4  | 3  | 7  | 0  |
| 9      | Vjačeslav Fetisov | 9 | 2  | 5  | 7  | 9  |
| 10     | Anatolij Semjonov | 9 | 2  | 5  | 7  | 2  |

## All-star team
- Brankář: Grant Fuhr - (Kanada)
- Obránci: Ray Bourque - (Kanada); Vjačeslav Fetisov - (SSSR)
- Útočníci: Vladimir Krutov - (SSSR); Wayne Gretzky - (Kanada); Mario Lemieux - (Kanada)
- Nejlepší hráč: Wayne Gretzky - (Kanada)